# Primera División de Vanuatu 2023
La VFF Champions League 2023 fue la 18.ª edición de la Primera División de Vanuatu. La temporada comenzó el 1 de febrero y terminó el 14 de febrero.

## Equipos participantes

### Grupo A
- Patvuti FC
- Rainbow FC
- Siaraga FC
- Wings FC

### Grupo B
- Arato FC
- Eraniau FC
- Ifira Black Bird FC
- Police Malampa FC

## Fase de grupos
Actualizado el 8 de febrero de 2023.

### Grupo A
| Pos. | Equipo         | Pts. | PJ | PG | PE | PP | GF | GC | Dif. |
| ---- | -------------- | ---- | -- | -- | -- | -- | -- | -- | ---- |
| 1.º  | Siaraga FC (Q) | 6    | 3  | 2  | 0  | 1  | 15 | 5  | 10   |
| 2.º  | Wings FC (Q)   | 6    | 3  | 2  | 0  | 1  | 13 | 7  | 6    |
| 3.º  | Rainbow FC     | 3    | 3  | 1  | 0  | 2  | 9  | 13 | −4   |
| 4.º  | Patvuti FC     | 3    | 3  | 1  | 0  | 2  | 3  | 15 | −12  |

|  | Playoffs (Q) |

### Grupo B
| Pos. | Equipo                  | Pts. | PJ | PG | PE | PP | GF | GC | Dif. |
| ---- | ----------------------- | ---- | -- | -- | -- | -- | -- | -- | ---- |
| 1.º  | Ifira Black Bird FC (Q) | 9    | 3  | 3  | 0  | 0  | 17 | 1  | 16   |
| 2.º  | Arato FC (Q)            | 6    | 3  | 2  | 0  | 1  | 3  | 6  | −3   |
| 3.º  | Eraniau FC              | 3    | 3  | 1  | 0  | 2  | 3  | 7  | −4   |
| 4.º  | Police Malampa FC       | 0    | 3  | 0  | 0  | 3  | 2  | 11 | −9   |

|  | Playoffs (Q) |

## Playoffs

### Semifinales
| Local               | Resultado | Visita   | Fecha                |
| ------------------- | --------- | -------- | -------------------- |
| Siaraga FC          | 8 - 2     | Arato FC | 9 de febrero de 2023 |
| Ifira Black Bird FC | 2 - 1     | Wings FC | 9 de febrero de 2023 |

### Tercer Lugar
| Local    | Resultado | Visita   | Fecha                 |
| -------- | --------- | -------- | --------------------- |
| Arato FC | 0 - 6     | Wings FC | 14 de febrero de 2023 |

### Final
| Local      | Resultado | Visita                  | Fecha                 |
| ---------- | --------- | ----------------------- | --------------------- |
| Siaraga FC | 0 - 1     | Ifira Black Bird FC (C) | 14 de febrero de 2023 |

| Bandera de Vanuatu                      |
| Campeón Ifira Black Bird FC 1.er título |